# Hadronema orbiculare
Hadronema orbiculare är en svampart som beskrevs av Syd. & P. Syd. 1909. Hadronema orbiculare ingår i släktet Hadronema, divisionen sporsäcksvampar och riket svampar.   Inga underarter finns listade i Catalogue of Life.